# Antonio Dabán y Ramírez de Arellano
Antonio Dabán y Ramírez de Arellano   (Briones, febrer 1844 - Madrid, 25 de març de 1902) va ser un polític i militar espanyol, governador de Puerto Rico. Va ser elegit diputat a Corts pel districte de Santiago de Cuba en les eleccions de 1879 i 1881 i per Tafalla en les de 1884 i 1886. Entre 1886 i 1887 va ser director de l'acabada de crear Direcció general de Seguretat i Ordre Públic; va ser substituït per Cástor Ibáñez de Aldecoa. Va ser governador i Capità General de Puerto des del 21 de novembre de 1892 fins a demanar la baixa a petició pròpia el 21 de maig de 1895 per problemes de salut.